# La Celle-Saint-Cloud
La Celle-Saint-Cloud [la sɛl sɛ̃ klu] ist eine französische Stadt mit 20.440 Einwohnern (Stand 1. Januar 2022) im Département Yvelines in der Region Île-de-France. Die Gemeinde liegt im Arrondissement Versailles und im Kanton Le Chesnay-Rocquencourt. Die Einwohner werden Cellois, gelegentlich auch Celloises oder Celloclodoaldiens genannt.

## Geographie
La Celle-Saint-Cloud liegt 15,6 Kilometer westlich des Zentrums von Paris, ungefähr acht Kilometer südöstlich von Saint-Germain-en-Laye und sechs Kilometer nördlich von Versailles, im Gebiet von Hauts-de-Seine.
Nachbargemeinden sind im Nordosten Rueil-Malmaison, im Südosten Vaucresson, im Süden und Südwesten Le Chesnay-Rocquencourt, im Westen Louveciennes und im Nordwesten Bougival.

## Geschichte
Der Stadtname ist zusammengesetzt aus dem ursprünglich lateinischen Wort Cella (Zelle, Hütte), das in der gallorömischen Zeit die Bezeichnung für ein kleines, Jägern und Holzhauern Obdach gewährendes Bauwerk war, und Saint Cloud, zu Ehren des heiligen Chlodoald, der sich auf der Flucht vor den Mordplänen seiner Onkel Chlothar und Childebert in eine solche Zelle in der Nähe von Paris zurückzog, um als Eremit ein Leben in Abgeschiedenheit und Gebet zu führen.
Bevor die Stadt im 17. Jahrhundert La Celle-Saint-Cloud genannt wurde, trug sie nacheinander die Namen La Celle-sur-Seine, Cella Villaris, Celle Frtum, La Celle-lez-Charlevanne und La Celle près Bougival. In der Zeit der Französischen Revolution, als im Zuge der Entchristianisierung Heiligennamen verboten waren, hieß sie kurzzeitig La Selle Les Bruyèrs.
Von der Mitte des 6. Jahrhunderts bis zum 17. Jahrhundert war La Celle-Saint-Cloud im Besitz der Abtei Saint-Germain-des-Prés.
Während der Wikingerinvasion im Jahre 856 wurde die Stadt mit Ausnahme der Kirche vollständig zerstört.
Später litt die Stadt besonders im Hundertjährigen Krieg: Felder wurden verwüstet, Häuser niedergebrannt und die Einwohner vertrieben.
In der zweiten Hälfte des 16. Jahrhunderts wurden die Mönche der Abtei durch die Religionskriege zum Verkauf eines Teils ihres Besitztums gezwungen.
Im Laufe des 17. Jahrhunderts wechselte La Celle-Saint-Cloud mehrmals die Besitzer.
1670 entschloss sich Ludwig XIV. zur Erweiterung seines Herrschaftsgebietes um alle an Versailles angrenzenden Grundherrschaften. Daher kaufte Jean-Baptiste Colbert in seinem Auftrag das Gebiet der Gemeinde, um so das königliche Jagdrevier zu vergrößern.
Während des Deutsch-Französischen Krieges 1870/1871 erlitt die von der Bevölkerung verlassene Gemeinde in der Schlacht bei Buzenval schwere Verwüstungen.
Nach dem Abzug der preußischen Truppen zogen bald wieder Handwerker und Händler in den Marktflecken, der Handel wurde ausgeweitet.
Berühmte Schriftsteller siedelten sich im 19. Jahrhundert in La Celle Saint-Cloud an: Pigault-Lebrun, Emile Augier, Paul Déroulède, seit 1830 auch die Familie Belloc.
Im Zweiten Weltkrieg wurde die Stadt am 3. Juni 1940 bombardiert, vier Personen wurden verschüttet, ein 14-jähriges Kind wurde getötet und viele Bauwerke beschädigt oder zerstört.
Nach dem Krieg kam es in den Jahren 1945 bis 1975 zu einem steilen Anstieg der Einwohnerzahl. Im Januar 1983 fand La Celle-Saint-Cloud das erste von 14 spanisch-französischen Arbeitstreffen statt.

## Bevölkerungsentwicklung
| Jahr      | 1962   | 1968   | 1975   | 1982   | 1990   | 1999   | 2006   | 2020   |
| Einwohner | 20.025 | 24.697 | 25.676 | 23.306 | 22.884 | 21.519 | 21.202 | 20.496 |

## Sehenswürdigkeiten

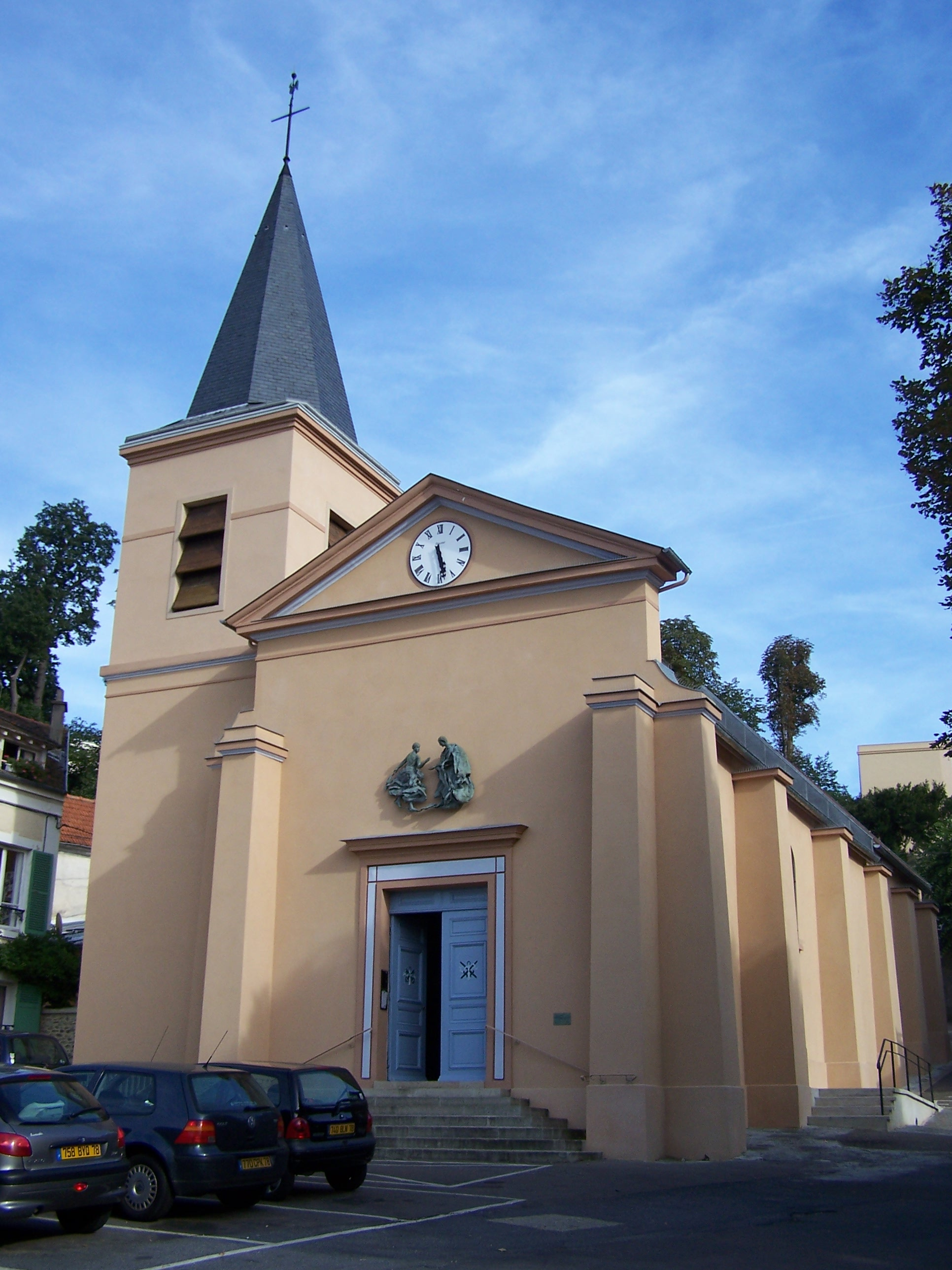
Kirche Saint-Pierre-Saint-Paul

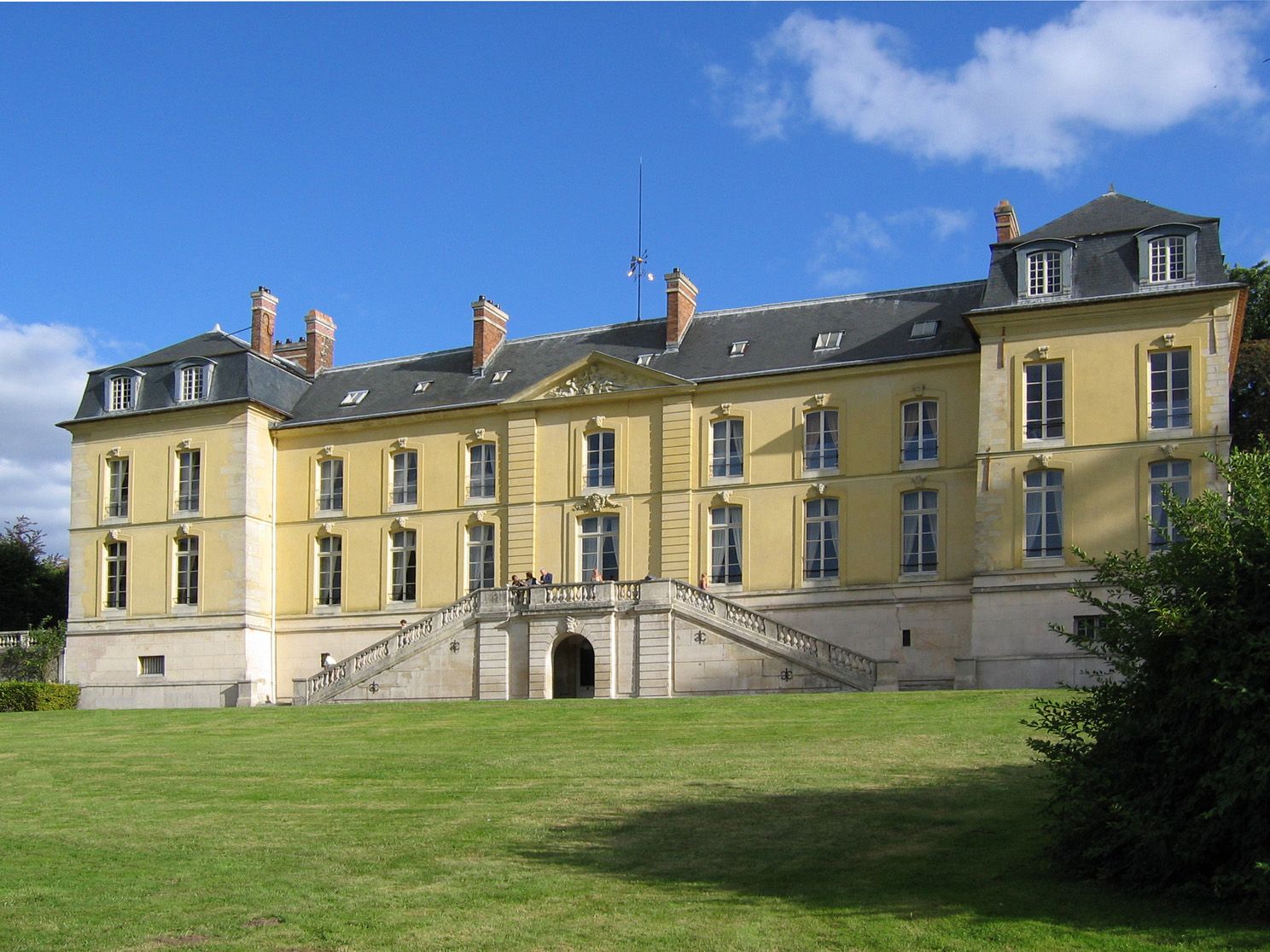
Schloss de la Celle

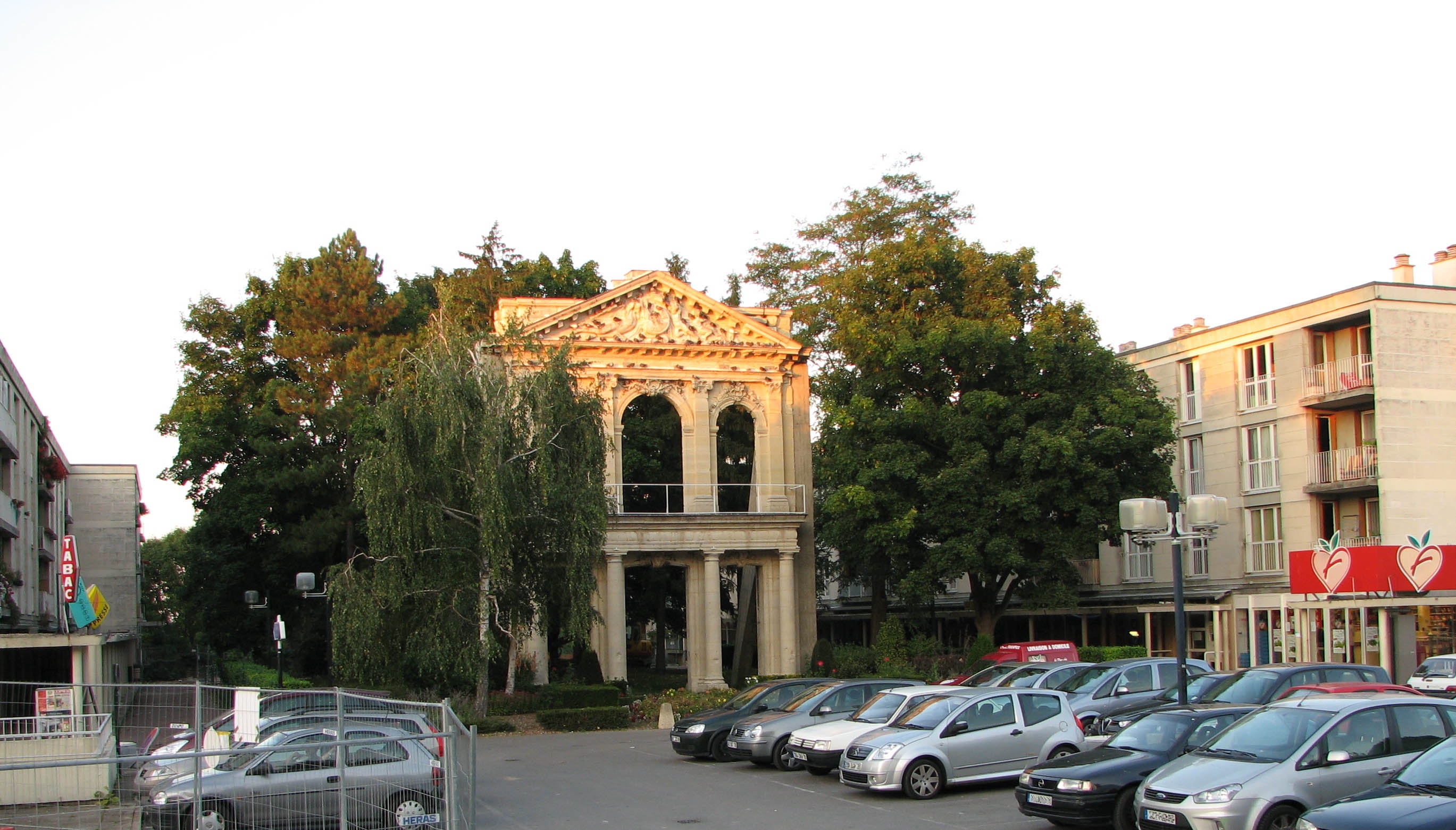
Ehemaliges Château de Beauregard

- Kirche Saint-Pierre-Saint-Paul: erbaut im 18. Jahrhundert
- Schloss de la Celle: auch Petit Château genannt, erbaut im 18. Jahrhundert, gegenwärtig im Besitz des französischen Außenministeriums, seit 1978 als Monument historique klassifiziert.
- Ehemaliges Château de Beauregard: erbaut im 17. Jahrhundert, in der Mitte des 19. Jahrhunderts im Besitz von Harriet Howard, während des Krieges 1870/1871 zeitweilig Hauptquartier der Preußen. Im Zweiten Weltkrieg als Munitionsdepot verwendet, wurde es während der Bombardierung La Celles schwer beschädigt. In der Besatzungszeit diente es als Unterkunft für Angehörige der Organisation Todt und als Kriegsgefangenenlager. Nach dem Krieg lag es in Trümmern, ein geplanter Wiederaufbau scheiterte an fehlenden Mitteln. 1956 wurden die Ruinen beseitigt und nur die Schlossfront belassen.
- Pavillon du Butard: erbaut 1750 vom Architekten Ange-Jacques Gabriel als Jagdpavillon für Ludwig XV. Seit 1927 als Monument historique klassifiziert
- Château de la Châtaigneraie: erbaut Ende des 19. Jahrhunderts

## Wirtschaft
La Celle-Saint-Cloud ist in erster Linie eine Wohngemeinde. Die wichtigsten Wohnzentren – in der Reihenfolge ihrer Entstehung – sind:
- Domaine Saint-François d’Assise (1953)
- Petit Beauregard (1954)
- Domaine de Bel-Ébat
- Beauregard 1. und 2. Abschnitt (1957 und 1968)
- Élysée I und II (1962 und 1966)
- Résidence de l’Étang sec (1963)
- Résidence et village de Bois-Fontaine (1965)
- La Caravelle (1972)
- Résidence-Lamartine (1977)
- La Grande-Terre (1988)

## Persönlichkeiten
- Madame de Pompadour (1721–1764), Mätresse von Ludwig XV., von 1748 bis 1750 Besitzerin des Château la Celle
- Jean-Pierre Pescatore (* 11. März 1793 in Luxemburg (Stadt); † 9. Dezember 1855 in Paris), Gemeindepräsident, Bankier, Gründer der Stiftung Pescatore[4][5]
- Kaiserin Eugénie (1826–1920), letzte Kaiserin Frankreichs, besaß von 1860 bis 1888 ein Grundstück in La Celle-Saint-Cloud
- Alfred Sisley (1839–1899), Maler des Impressionismus. Durch seine beiden Gemälde mit dem Titel Allée de châtaigniers à La Celle-Saint-Cloud aus dem Jahr 1865 erlangten die Edelkastanien von Tournebride im Wald von Tournebride bei La Celle-Saint-Cloud überregionale Bekanntheit
- Hilaire Belloc (1870–1953), englischer Schriftsteller französischer Herkunft
- Charles Du Bos (1882–1939), algerischer Schriftsteller und Literaturkritiker, in La Celle-Saint-Cloud verstorben
- Audrey Azoulay (* 1972), Beamtin und Politikerin, seit 2017 Generaldirektorin der UNESCO
- Albert Brenninkmeijer (* 1974), niederländischer Manager (C&A)
- Ludivine Sagnier (* 1979), Schauspielerin

## Städtepartnerschaften
- Beckum in Nordrhein-Westfalen, Deutschland, seit 1983
- Heringsdorf, Mecklenburg-Vorpommern, Deutschland
- Settat in Marokko